# ニーロ・セヴァネン
ニーロ・セヴァネン（Niilo Sevänen、1979年8月19日 - ）は、フィンランドのヘヴィメタルミュージシャン（ボーカリスト、ベーシスト）。インソムニウムのボーカリスト兼ベーシストとして著名。

## 略歴

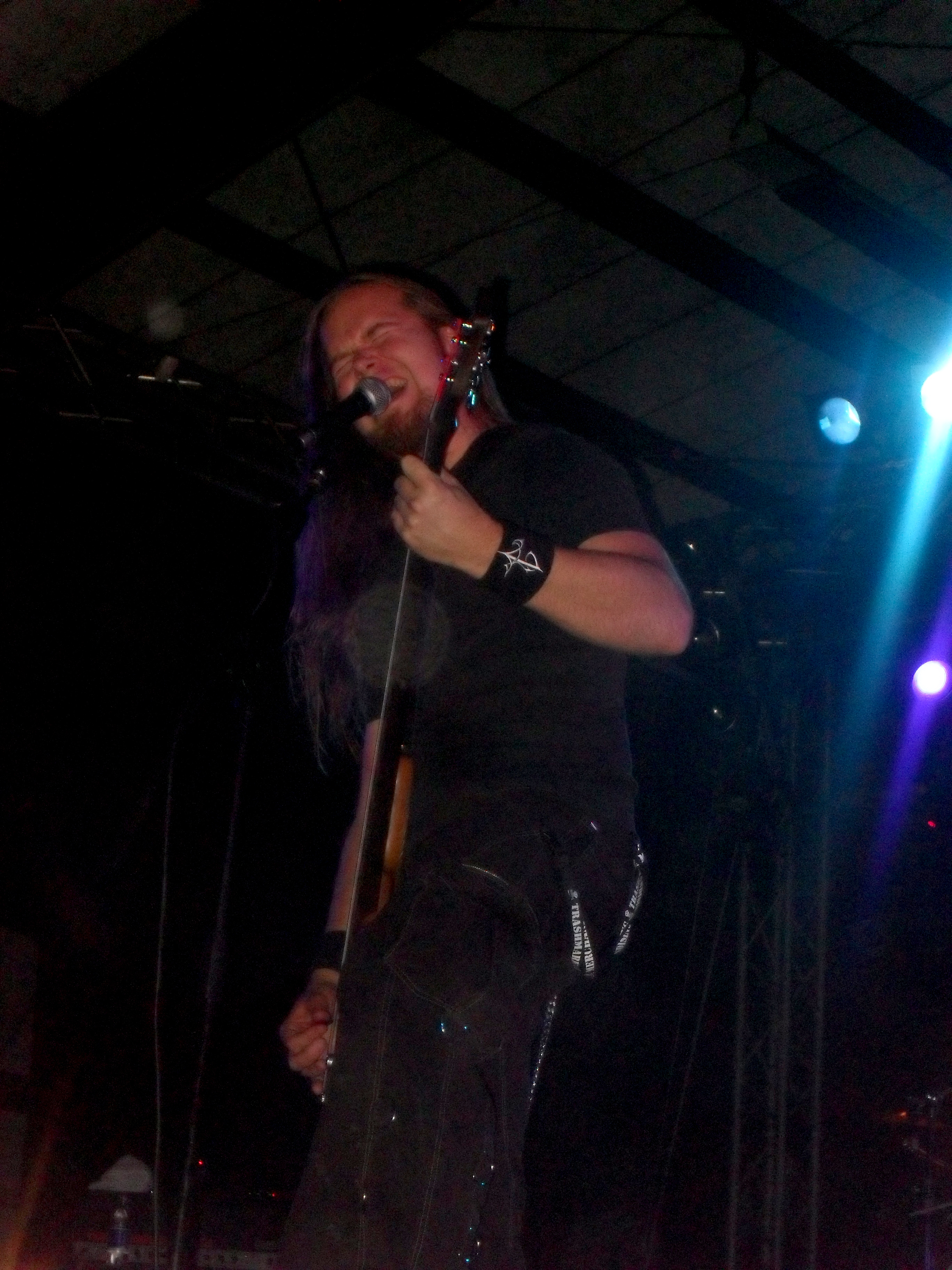
2010年（ボローニャ）

1979年8月に、フィンランド南西の街トゥルクで生まれる。5歳の頃にフィンランド東部の街・ヨエンスーへと引っ越す。子供の頃はサッカーやテレビゲーム、漫画、冒険映画などを楽しむ一方で、父が大学で文学を教える学者、母が司書であったことから、本に囲まれた子供時代を過ごした。その一方で幼稚園の頃には、アイアン・メイデンの『明日なき戦い』のシャツを気に入っていた。ただし、楽曲に関しては聴いたことがなかったと述べている。
ハードロック/ヘヴィメタルの楽曲に初めて触れたのは、7歳の頃にラジオ番組で聴いた、キッスかW.A.S.P.の楽曲だった。しかしながら、それから音楽への興味は失っていったという。12歳の頃に、クイーンやエアロスミスを聴いて、再び音楽への興味を持つようになった。この時期によく聴いたアルバムとして、ニーロはメタリカの『メタリカ』、『ライド・ザ・ライトニング』、セパルトゥラの『ケイオスA.D.』を挙げている。1994年に、ニーロはタパニ・ペソネンと他の友人2名の計4名でバンド活動を始める。この時点で、ニーロには楽器の経験がなかったが、タパニが既にギターとドラムセットの演奏ができ、メタリカの楽曲を複数演奏できるほどであったため、ニーロがベースを担当することが決まる。夏ごろには、バンド名をPaiseに決めている。このPaiseは、メタリカやニルヴァーナ、セパルトゥラといったヘヴィメタルバンドの楽曲や、フィンランドのパンク・ロック・バンドの楽曲を演奏するコピーバンドであった。オリジナル楽曲も書いていたが、パンクロックの楽曲が主であった。
その後、ニーロとタパニの高校進学を機にPaiseは解散。ニーロとタパニは、友人とディスハーモニーというバンドを結成する。このバンドは、短期間でストーンクロウとバンド名を変更。1996年には、初めてレコーディング・スタジオでデモテープの録音を行い、ミュージック・ビデオも作成した。しかし、当時のボーカリストはフィンランド語で歌詞を書くようになり、ライトグランジを演奏していたバンドの音楽性は、ニーロやタパニの希望とは正反対の、ポップ・ロックへと変化していった。

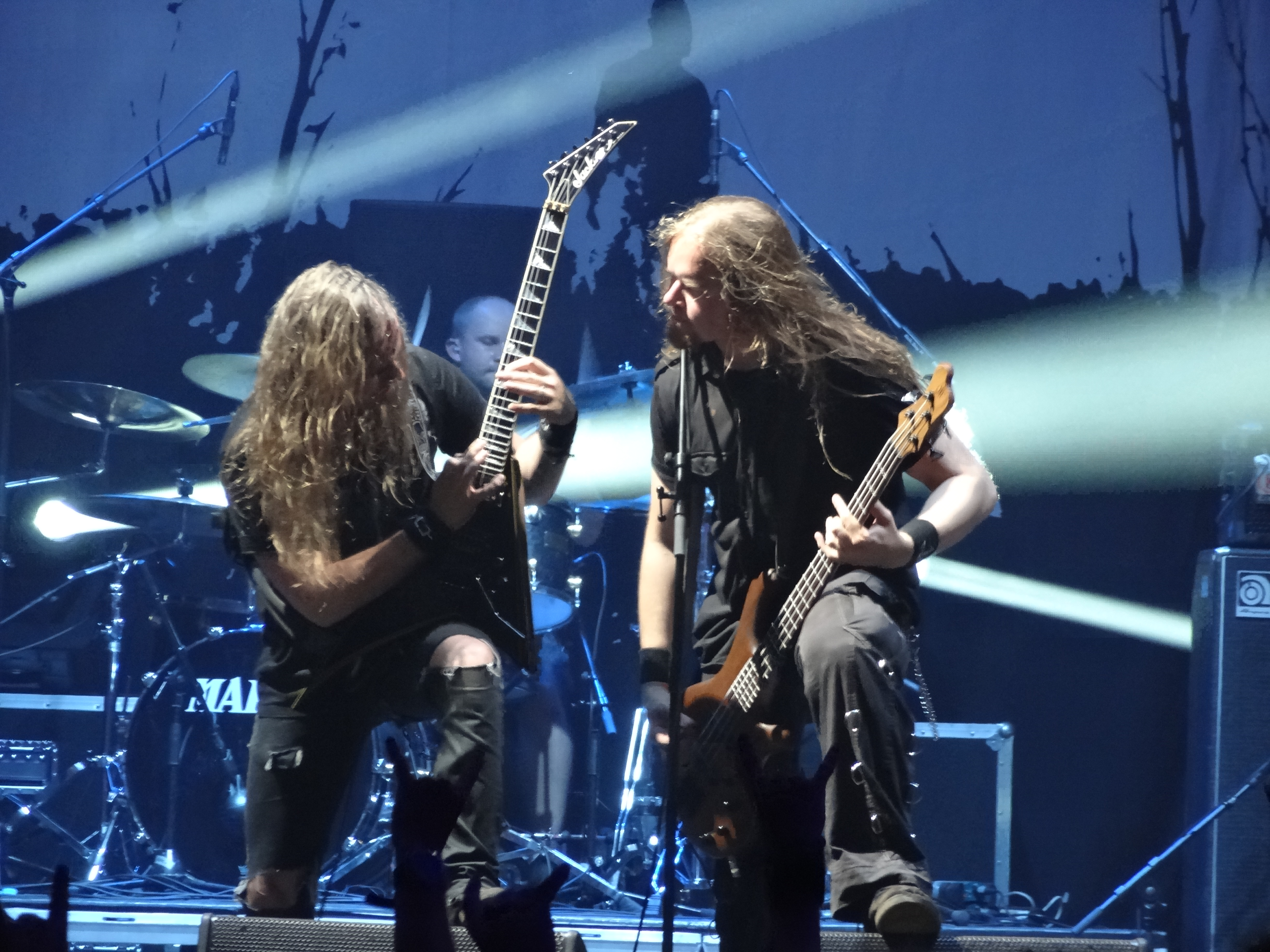
セヴァネンとマルクス・ヴァンハラ (左)。ヴァッケン・オープン・エア（2012年）で撮影。

翌年に入って、同じ高校にヘヴィメタル好きの学生が居ることを知ったニーロは、春に行われる学校でのコンサートで演奏するためのバンドに2人を誘う。この2人が、ヴィレ・フリマンとマルクス・ヒルヴォネンである。結局、この春のコンサート自体はギターの調律の悪さと、ピアノの未熟さから芳しいものではなかった。しかし、これがきっかけとなり、同年にメロディックデスメタルバンド、インソムニウムをこの4名で結成。インソムニウムは2001年にキャンドルライト・レコードとの契約を得て、以降も順調に活動を続けている。タパニは、翌1998年にバンドを離れてしまったものの、残りの3名は2015年現在でもバンドに在籍している。
また、インソムニウムの活動が軌道に乗り始める少し前の1999年に、トゥルク出身のメロディックデスメタルバンド、ウォッチ・ミー・フォールにボーカリストとして加入。同バンドは、2001年にKtokレコードから1stアルバム『Worn』をリリースしており、ニーロがボーカルを務めている。ただしこの後、ウォッチ・ミー・フォールは解散している。同バンドには、ギタリストのヴィレ・ヴァンニが在籍しており、この縁から2000年に当時のギタリストが脱退したインソムニウムにヴィレが加入することになった。ちなみに、ウォッチ・ミー・フォールには、後にヴィレ・ヴァンニが加入することになるヘイトフォームでベーシストとして活動することになるヨニ・スオデンヤルヴィがボーカリストとして在籍していた。ただし、ヨニの在籍時期はニーロの加入より前のことであり、ニーロとヨニは活動を共にしたことはない。
学業面では、トゥルク大学で文化史を専攻していた。現在は、フィンランド南部のコトカ市在住で、バンド活動に加えて、同市の文化センターでプログラム・マネージャーとして働いている。

## 使用機材
インソムニウムで同僚のヴィレ・フリマンと共に、メイワンズとエンドーズ契約している。同社の「Be 5 Exotic」を使っている。

## ディスコグラフィ

### インソムニウム
インソムニウム#ディスコグラフィを参照

### ウォッチ・ミー・フォール
- 2001年 Worn

### ゲスト参加
- 2010年 スコーングレイン - Utopia.Paranoia.Perversions! （ボーカルとしてゲスト参加）
- 2011年 オムニアム・ギャザラム - New World Shadows （コーラスとしてゲスト参加）